# Medalha Florence Nightingale

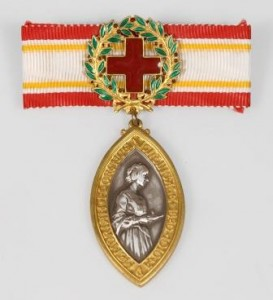

A Medalha Florence Nightingale é um prêmio internacional concedido aos distinguidos em enfermagem e nomeado em homenagem à enfermeira britânica Florence Nightingale. A medalha foi estabelecida em 1912 pelo Comitê Internacional da Cruz Vermelha (CICV), após a Oitava Conferência Internacional das Sociedades da Cruz Vermelha em Londres em 1907. É a mais alta distinção internacional que um enfermeiro pode alcançar e é concedida a enfermeiros ou auxiliares de enfermagem por "coragem e devoção excepcionais aos feridos, doentes ou deficientes ou às vítimas civis de um conflito ou desastre" ou "serviços exemplares ou de espírito criativo e pioneiro nas áreas da saúde pública ou do ensino de enfermagem". A Comissão da Medalha Florence Nightingale é composta por vários membros e funcionários do CICV, muitos dos quais são profissionais de enfermagem, e a enfermeira-chefe da Federação Internacional das Sociedades da Cruz Vermelha e do Crescente Vermelho. Um representante do Conselho Internacional de Enfermeiros também participa dos trabalhos da Comissão.